# Selbach
Pour les articles homonymes, voir Selbach (homonymie).
Selbach est une ville brésilienne du Nord-Ouest de l'État du Rio Grande do Sul, faisant partie de la microrégion de Não-Me-Toque et située à 276 km au nord-ouest de Porto Alegre, capitale de l'État. Elle se situe à une latitude de 28° 37′ 46″ sud et à une longitude de 52° 57′ 13″ ouest, à une altitude de 404 mètres. Sa population était estimée à 4 773, pour une superficie de 177 km2.
Les habitants de Selbach sont principalement descendants d'Allemands.

## Villes voisines
- Colorado
- Lagoa dos Três Cantos
- Tapera
- Espumoso
- Alto Alegre
- Quinze de Novembro
- Ibirubá